# Vezels-Roussy
Vezels-Roussy település Franciaországban, Cantal megyében. Lakosainak száma 131 fő (2022. január 1.). Vezels-Roussy Murols, Taussac, Cros-de-Ronesque, Labrousse, Leucamp és Teissières-lès-Bouliès községekkel határos.

## Népesség
A település népessége az elmúlt években az alábbi módon változott:
| Lakosok száma | 203  | 124  | 120  | 156  | 147  | 138  | 130  | 125  | 127  | 131  |
|               | 1968 | 1982 | 1990 | 2006 | 2013 | 2015 | 2017 | 2019 | 2020 | 2022 |